# Инка Рока
Инка Рока (кечуа: Inka Roq’a) — правитель в раннем периоде истории цивилизации инков. Данные о его жизни получены из легенд, записанных испанскими летописцами после завоевания Инкской империи.
Он стал шестым правителем династии Инков, первым из рода Ханан-Куско.

## Биография
Шестой правитель династии раннего периода истории, но легенды о нём, которые преимущественно рассматриваются как мифы, настолько разнообразны и сложны, что заслуживают особого внимания и если правильно их интерпретировать, можно восстановить реальную историю цивилизации инков этого периода.
С этим правителем связывают переход власти от Хурин-Куско к Ханан-Куско. Это событие само по себе заслуживает тщательного изучения, но для лучшего понимания, необходимо рассматривать его в контексте восхождения Инка Рока на трон, учитывая, что этот эпизод тесно связан с изменением доминирующей фракции в Куско.